# Собатин (струмок)
Собатин — струмок (річка) в Україні у Іршавському районі Закарпатської області. Права притока річки Іршавки (басейн Дунаю).

## Опис
Довжина струмка приблизно 8,21 км, найкоротша відстань між витоком і гирлом — 7,29  км, коефіцієнт звивистості річки — 1,13 . Формується багатьма струмками та загатами.

## Розташування
Бере початок на північно-східній стороні від села Арданово у листяному лісі. Тече переважно на південний схід через село Собатин і на південно-західній околиці міста Іршава впадає у річку Іршавку, праву притоку річки Боржави.

## Цікаві факти
- У пригирловій частині струмка на правому березі розташований Замок Бодулів[2].